# Walthamstow (album)
Walthamstow è l'album di debutto della boy band inglese East 17 uscito nel 1993.

## Tracce
1. House of Love
2. Deep
3. Gold
4. Love Is More Than A Feeling
5. I Disagree
6. Gotta Do Something
7. Slow It Down
8. I Want It
9. It's Alright
10. Feel What U Can't C
11. West End Girls

note: West End Girls è una cover del popolare brano dei Pet Shop Boys, pubblicato nel 1985.